# Swetlana Konstantinowna Kolesnitschenko

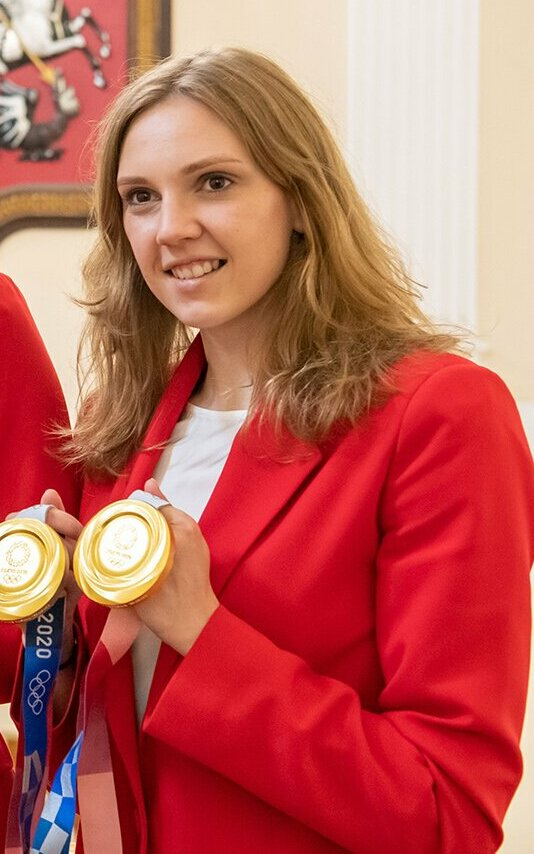
Swetlana Konstantinowna Kolesnitschenko, 2021

Swetlana Konstantinowna Kolesnitschenko (russisch Светлана Константиновна Колесниченко; * 20. September 1993 in Gattschina) ist eine russische Synchronschwimmerin.

## Erfolge
Sie gewann bei den Olympischen Spielen 2016 mit dem russischen Team die Goldmedaille in der Teamwertung. 2011, 2013 und 2015 als Mitglied des russischen Teams siegte Kolesnitschenko bei der Weltmeisterschaft; 2014 und 2016 war Kolesnitschenko mit dem russischen Team Europameisterin. Des Weiteren ist sie seit den Schwimmweltmeisterschaften 2017 amtierende Weltmeisterin im Synchronschwimmen in den Disziplinen freie und technische Solokür wie auch im freien Duett mit ihrer Mannschaftskollegin Alexandra Pazkewitsch.
Bei den 2021 ausgetragenen Olympischen Spielen 2020 wurde sie mit Swetlana Romaschina im Duett Olympiasiegerin.